# Chalcolepidius tartarus
Chalcolepidius tartarus là một loài bọ cánh cứng trong họ Elateridae. Loài này được Fall miêu tả khoa học năm 1898.